# Dorfeuille (acteur)
Pour les articles homonymes, voir Dorfeuille.
Scènes principales
Ambigu-Comique
Variétés-Amusantes
Palais-Royal
Pierre-Paul Gobet dit Dorfeuille est un auteur, acteur et directeur de théâtre français, né vers 1745 et mort vers 1806.
Il est souvent confondu avec un Antoine Dorfeuille (1754-1795), comédien, qui fut en 1793  président du Tribunal révolutionnaire de Lyon.

## Biographie
Après avoir joué à Lille en 1768, puis à La Rochelle et Poitiers de 1773 à 1775, il est engagé au théâtre de la Monnaie à Bruxelles cette dernière année. Il est à Gand en 1777, où il crée L'Illustre voyageur, ou le retour du comte de Falkenstein dans ses États, comédie en l'hommage de Joseph II, à Nancy en 1778, à Nantes en 1779, puis il s'associe à Hus et Gaillard pour diriger le Grand Théâtre de Bordeaux de 1781 à 1783.
Arrivé à Paris en 1783, il fait jouer au Théâtre-Italien Henri d'Albret, ou le roi de Navarre, qui n'a aucun succès, et écrit Le Soldat laboureur, annoncée au Théâtre-Français par La Harpe, mais non représentée. En 1784, il fait jouer Ariste, ou Les Écueils de l'éducation, qui figure sur le répertoire de 1790 mais n'est pas reprise. Toujours en 1784, il reçoit un ordre de début à la Comédie-Française mais n'est pas reçu. 
Retournant alors en province, il dirige des troupes à La Haye, Dijon, Ostende et Cambrai. En 1790, Dorfeuille obtient, avec Félix Gaillard, directeur du théâtre de Lyon, le privilège de l'Ambigu-Comique et des Variétés-Amusantes, qu'il déplace de la rue de Bondi au Palais-Royal, où il fait construire une salle. En effet, protégé du duc d'Orléans, il est le premier locataire de la nouvelle salle de la Comédie-Française établie au Palais-Royal. En 1791, les dissidents du Théâtre-Français, emmenés par Talma, Dugazon et Grandmesnil s'y établissent. La première pièce jouée est Henri VIII, avec Talma dans le rôle-titre, le 27 avril 1791. En 1792, séparé de Gaillard, pour des raisons politiques, il donne des leçons de déclamation.
En juin 1795, il demande l'autorisation d'ouvrir un Odéon national sur l'emplacement de l'ancien Théâtre-Français (actuel théâtre de l'Odéon), qui n'ouvrira qu'un mois. En 1799, il fonde un théâtre pour jeunes comédiens, le théâtre des Jeunes-Élèves, rue Dauphine, et publie, l'année suivante, L'Art de la représentation théâtrale.
La date de sa mort, placée par certains biographes[source insuffisante] en 1806, est incertaine.

## Œuvres
- L'Illustre Voyageur, ou le Retour du comte de Falkenstein dans ses États, comédie en deux actes, Gand et Paris, 1778
- Henri d'Albret, ou le Roi de Navarre, comédie en un acte, Paris, Théâtre-Italien, 1783
- Le Soldat laboureur, comédie non représentée, 1783
- L'Esprit des Almanachs, ou analyse critique et curieuse de tous les almanachs, tant anciens que modernes, Paris, 1783[3]
- Ariste, ou les Écueils de l'éducation, comédie en cinq actes, Paris, 1784
- Les Éléments de l'Art du Comédien, ou l'Art de la représentation théâtrale considéré dans chacune des parties qui le composent, Paris, 1801 ; éd. critique de Sabine Chaouche dans Écrits sur l'art théâtral, Acteurs, Paris, Honoré Champion, 2005.

## Source partielle
- « Dorfeuille (P.-P.) » dans Joseph-Fr et Louis-Gabriel Michaud (dir.), Biographie universelle, ancienne et moderne, ou Histoire par, Paris, L.-G. Michaud, 1837, supplément (« DA-DR »), tome 62, p. 545-546
- A. Jadin, « Dorfeuille (P.-P.) » dans Jean-Chrétien Ferdinand Hoefer (dir.), Nouvelle biographie générale depuis les temps les plus reculés jusqu'à nos jours, Paris, Firmin Didot, frères, fils et Cie, 1858, tome 14, p. 605-606